# Révolte mudéjar de 1264-1266

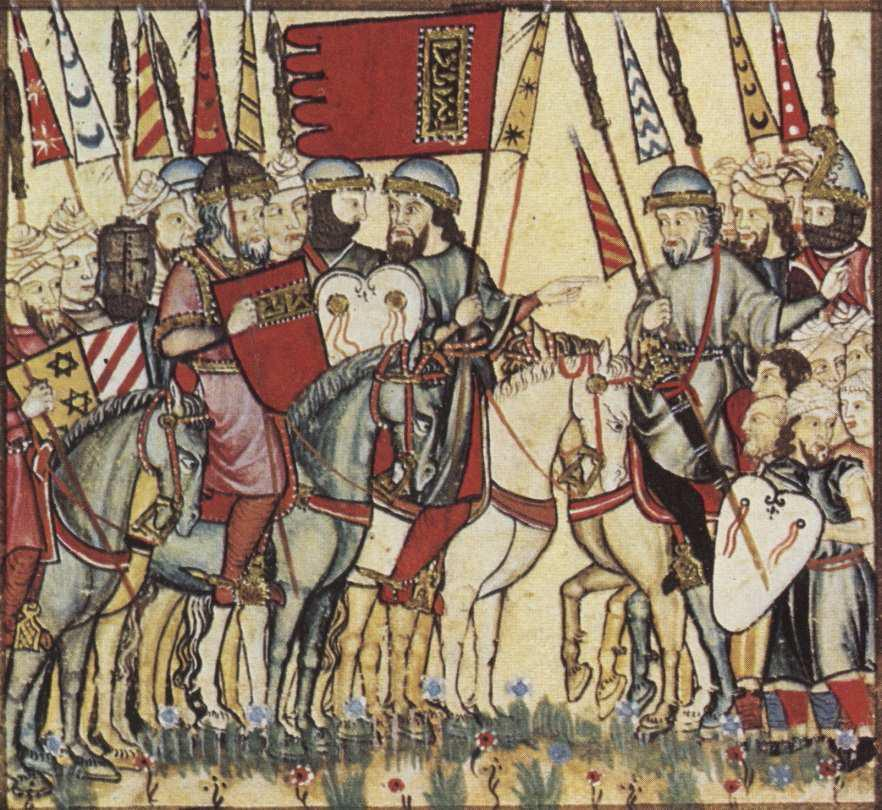
Muhammad Ier de Grenade est représenté en tunique rouge, avec un drapeau rouge et un bouclier rouge, menant ses troupes

La révolte mudéjar de 1264-1266, ou rébellion des mudéjars, est une rébellion musulmane (mudéjar) dans la Basse Andalousie et la Murcie, après leur conquête par la Couronne de Castille. La rébellion répondait à la politique de la Castille de déplacer des populations musulmanes de ces régions et est partiellement fomentée par Mohammed ben Nazar, émir de Grenade. Les rebelles furent aidés par l'émirat de Grenade, alors que les Castillans firent alliance avec la couronne d'Aragon. Au début de leur soulèvement, les rebelles réussirent à prendre la Murcie et Jerez de la Frontière, ainsi que diverses localités plus petites, avant d'être défaites par les troupes royales. Postérieurement, la Castille expulsa les populations musulmanes des territoires conquis et incita les Chrétiens d'autres lieux à venir s'établir dans ces territoires. Grenade devient alors un vassal de la couronne de Castille, lui rendant un tribut annuel.

## Contexte
La rébellion se produisit durant la Reconquista. Ferdinand III de Castille avait uni les royaumes de Castille et de Léon avant de conquérir le bassin du Guadalquivir (basse Andalousie) et la Murcie qui avait été sous domination musulmane durant quatre siècles. La population musulmane de la péninsule était estimée à 5,6 millions.
La Murcie se rendit aux troupes de l'infant Alphonse (futur Alphonse X, à partir de 1252) en 1243 se convertissant en vassal de la Castille. L'enclave musulmane de Jerez se rendit après un siège d'un mois en 1261. Au moment du couronnement d'Alphonse X, les musulmans pouvaient se classer en deux catégories : les habitants historiques de la vieille et de la nouvelle Castille, qui avait vécu de longue date sous domination des rois de Castille et avait des droits et propriétés importantes ; et ceux, plus au sud, soumis durant le XIIIe siècle, et qui vivait dans un contexte de grande instabilité. Nombre d'entre-eux furent déplacés par le conquérant chrétien ou immigrèrent dans le royaume de Grenade voire exceptionnellement en Afrique du Nord. Ces politiques de déplacement furent considérées comme oppressives par les Musulmans qui protestèrent auprès du Pape et furent un facteur majeur du déclenchement des révoltes.
Le sud de la péninsule était sous domination de l'Émir de Grenade, Mohammed ben Nazar. En échange de la paix, il avait accepté en 1246 de jurer fidélité à la Castille, sous le règne de Ferdinand III, père d'Alphonse X. Mohammed profita de cette paix pour consolider son royaume, et ses forces participèrent à plusieurs campagnes contre des territoires sous domination musulmanes, dont notamment la reconquête de Séville (1248) et de Jerez (1261),. Cependant, après la conquête de Niebla en 1262, Mohammed se retrouve comme seul souverain musulman de la péninsule. Pour L. P. Harvey, l'Émir se sentant menacé tente d'affaiblir la Castille dans les territoires récemment conquis.

## Conséquences
L’échec de la rébellion eut des conséquences désastreuses pour les musulmans d’Andalousie et de Murcie. La Castille annexa la Murcie qui était semi-indépendante depuis 1244, à l'exception d'Orihuela et d'Elche, qui furent contrôlés par la couronne d'Aragon. Les vainqueurs imposèrent des peines sévères dans les territoires rebelles, incluant des expulsions de masse et le nettoyage ethnique,. Alphonse X paya des Chrétiens d'autres territoires pour venir s'installer dans ces territoires ; les mosquées furent consacrées et transformées en églises. À partir de ce moment, la présence musulmane devint quasiment inexistante en Andalousie . La majeure partie de la population musulmane de Murcie resta avec des droits religieux garantis, mais furent forcés de déménager dans la banlieue d'Arrixaca. Leurs maisons et leurs terres dans la ville furent distribués entre les nouveaux colons chrétiens. Au fil du temps, Alphonse X réduisit finalement la portion des terres attribuées aux musulmans.
À Grenade la révolte eut des conséquences mitigées. Grenade souffrit de la défaite, et dû payer un énorme tribut à la Castille, bien plus que ce qu'elle payait jusqu'alors. Cependant, c'est la signature de ce traité qui assura la survie du seul émirat indépendant de la péninsule. Les Musulmans expulsés émigrèrent à Grenade, fortifiant la population de l'émirat.
Pour la Castille, la révolte - qui avait presque triomphé - avait été une grave menace pour Alphonse X, et avait ébranlé sa confiance en lui. La monarchie profita peu de cette victoire, et réalisa peu de gains ultérieurs. Les intrigues entre nobles commencèrent alors, même ceux qui s'était réfugiés à Grenade. La présence de Grenade, consolidée des migrants musulmans, compliqua les plans du souverain pour lancer une croisade en Afrique. Le tribut de Grenade se convertit à la fois en une source de revenu et en un problème économique, en générant de l'inflation, et réduisant proportionnellement les apports des nobles castillans et les difficultés à attirer à repeupler ces territoires en payant les nouveaux venus. Alphonse X resta à Jerez jusqu'à la fin de 1268, supervisant la colonisation chrétienne et tentant de maîtriser l'inflation.
Les mudéjars des deux Castilles, qui ne s'étaient généralement pas joints à la rébellion, ne furent pas affectés par les expulsions dans les territoires rebelles. Elle devint cependant plus discrète acceptant un statut de seconde classe en échange de sa survie.